# Rod Taylor
Rod Taylor, avstralski filmski igralec, * 11. januar 1930, Sydney, Avstralija, † 7. januar 2015, Los Angeles, ZDA.
V 1950. je Taylor odšel v ZDA in tam nadaljeval svojo pot kot igralec.

## Filmografija
- Outlaws (1986) (TV nadaljevanka),
- Masquerade (1983) (TV nadaljevanka),
- Falcon Crest (1981) (TV nadaljevanka),
- On the Run (1983),
- The Picture Show Man (1977) ,
- Zabriskie Point (1970),
- Plačanci (The Mercenaries alias Dark of the Sun) (1968),
- Hotel (1967),
- The Glass Bottom Boat (1966),
- Do Not Disturb (1965),
- Mladi Cassidy (Young Cassidy) (1965),
- 36 ur (36 Hours) (1965),
- Ptiči (The Birds) (1963),
- Časovni stroj (The Time Machine) (1960),
- Raintree County (1957),
- Velikan (Giant) (1956) (kot Rodney Taylor).